# Qualificazioni al campionato mondiale di calcio 2022 - UEFA - Fase a gironi, gruppo B

## Classifica
| Pos. | Squadra | Pt | G | V | N | P | GF | GS | DR  |
| ---- | ------- | -- | - | - | - | - | -- | -- | --- |
| 1.   | Spagna  | 19 | 8 | 6 | 1 | 1 | 15 | 5  | +10 |
| 2.   | Svezia  | 15 | 8 | 5 | 0 | 3 | 12 | 6  | +6  |
| 3.   | Grecia  | 10 | 8 | 2 | 4 | 2 | 8  | 8  | 0   |
| 4.   | Georgia | 7  | 8 | 2 | 1 | 5 | 6  | 12 | -6  |
| 5.   | Kosovo  | 5  | 8 | 1 | 2 | 5 | 5  | 15 | -10 |

## Risultati

### 1ª giornata
| Arbitro: | Marco Guida |

|            |           |                      |
| Morata 33’ | Marcatori | 57’ (rig.) Bakasetas |

| Arbitro: | Benoît Bastien |

|              |           |  |
| Claesson 35’ | Marcatori |  |

### 2ª giornata
| Arbitro: | Radu Petrescu |

|                    |           |                       |
| K'varatskhelia 44’ | Marcatori | 56’ Torres 90+2’ Olmo |

| Arbitro: | Tamás Bognár |

|  |           |                                              |
|  | Marcatori | 12’ Augustinsson 35’ Isak 70’ (rig.) Larsson |

### 3ª giornata
| Arbitro: | Szymon Marciniak |

|                      |           |                    |
| Kakabadze 76’ (aut.) | Marcatori | 78’ K'varatskhelia |

| Arbitro: | Jakob Kehlet |

|                                |           |            |
| Olmo 34’ Torres 36’ Moreno 75’ | Marcatori | 70’ Halimi |

### 4ª giornata
| Arbitro: | Mykola Balakin |

|  |           |            |
|  | Marcatori | 18’ Muriqi |

| Arbitro: | Anthony Taylor |

|                      |           |          |
| Isak 6’ Claesson 57’ | Marcatori | 5’ Soler |

### 5ª giornata
| Arbitro: | François Letexier |

|              |           |                |
| Muriqi 90+2’ | Marcatori | 45+2’ Douvikas |

| Arbitro: | Tiago Martins |

|                                           |           |  |
| Gayà 14’ Soler 25’ Torres 41’ Sarabia 63’ | Marcatori |  |

### 6ª giornata
| Arbitro: | Sergej Karasëv |

|                            |           |             |
| Bakasetas 62’ Paulidīs 78’ | Marcatori | 80’ Quaison |

| Arbitro: | Bobby Madden |

|  |           |                        |
|  | Marcatori | 32’ Fornals 90’ Torres |

### 7ª giornata
| Arbitro: | Donatas Rumšas |

|  |           |                                   |
|  | Marcatori | 90’ (rig.) Bakasetas 90+5’ Pelkas |

| Arbitro: | Marco Di Bello |

|                                          |           |  |
| Forsberg 29’ (rig.) Isak 62’ Quaison 79’ | Marcatori |  |

### 8ª giornata
| Arbitro: | Paweł Raczkowski |

|                   |           |                                  |
| Muriqi 45’ (rig.) | Marcatori | 11’ Okriashvili 82’ Davitashvili |

| Arbitro: | Tobias Stieler |

|                              |           |  |
| Forsberg 59’ (rig.) Isak 69’ | Marcatori |  |

### 9ª giornata
| Arbitro: | Serdar Gözübüyük |

|                         |           |  |
| K'varatskhelia 61’, 77’ | Marcatori |  |

| Arbitro: | Szymon Marciniak |

|  |           |                    |
|  | Marcatori | 26’ (rig.) Sarabia |

### 10ª giornata
| Arbitro: | Aljaksej Kul'bakoŭ |

|              |           |              |
| Masouras 44’ | Marcatori | 76’ Rrahmani |

| Arbitro: | Felix Brych |

|            |           |  |
| Morata 86’ | Marcatori |  |

## Statistiche

### Classifica marcatori
4 reti
- Khvicha K'varatskhelia

- Ferrán Torres

- Alexander Isak

3 reti
- Anastasios Bakasetas

- Vedat Muriqi

2 reti
- Álvaro Morata
- Dani Olmo
- Pablo Sarabia

- Carlos Soler
- Viktor Claesson
- Emil Forsberg

- Robin Quaison

1 rete
- Zuriko Davitashvili
- Tornike Okriashvili
- Anastasios Douvikas
- Giorgos Masouras
- Vangelis Pavlidis

- Dimitris Pelkas
- Besar Halimi
- Amir Rrahmani
- Pablo Fornals
- José Gayà

- Gerard Moreno
- Ludwig Augustinsson
- Sebastian Larsson

Autoreti
- Otar Kakabadze (1, pro Grecia)